# Lahinch
Lahinch, aussi appelé Lehinch, (en irlandais : An Leacht ou Leacht Uí Chonchubhair, littéralement : « Le cairn mémorial d'O'Connor ») est un village sur la baie de Liscannor, sur la côte nord-ouest du comté de Clare, en république d'Irlande.
Il se trouve sur la route nationale secondaire N67, entre Milltown Malbay et Ennistymon, à environ 75 kilomètres par la route au sud-ouest de Galway et à 68 kilomètres au nord-ouest de Limerick.
Le village est une station balnéaire permettant de surfer.